# 桐島村
桐島村（きりしまむら）は、かつて新潟県三島郡にあった村。

## 沿革
- 1901年（明治34年）11月1日 - 三島郡桐原村、島崎村が合併して、桐島村が発足。
- 1955年（昭和30年）3月31日 - 三島郡島田村と合併して、和島村となり消滅。